# Conjunto de Sidón
En teoría de Números, un conjunto de Sidon, denominado en honor al matemático Húngaro Simon Sidon, es una secuencia de números naturales A = {a0, a1, a2, ...} en la que todas las posibles sumas de dos de los números son diferentes ai + aj (i ≤ j). Sidón introdujo este concepto en su investigación sobre las series de Fourier.
El principal problema en el estudio de los conjuntos de Sidón, es encontrar el mayor número de elementos posibles en una secuencia de Sidon A que sean más pequeños que un número dado x. A pesar del gran esfuerzo investigador, la cuestión quedó sin resolver durante al menos 80 años. En 2010, fue finalmente resuelta por J. Cilleruelo, I. Ruzsa y C. Vinuesa.

## Primeros resultados
Paul Erdős y Pál Turán probaron que, para todo x > 0, el número de elementos menor que x en una secuencia de Sidon es al menos {\displaystyle {\sqrt {x}}+O({\sqrt[{4}]{x}})}.  Usando una construcción de J. Singer, probaron que existen secuencias de Sidón que contienen {\displaystyle {\sqrt {x}}(1-o(1))} términos menores que x.

## Infinitas secuencias de Sidón
Erdős también mostró que si consideramos una secuencia infinita de Sidón A siendo A(x) el número de elementos mayores que x, entonces
{\displaystyle \liminf _{x\to \infty }{\frac {A(x){\sqrt {\log x}}}{\sqrt {x}}}\leq 1}.
Esto es, hay infinitas secuencias de Sidón más pequeñas que la cadena de Sidón finita más grande.